# Arsol
Arsol, även känt som arsenol eller arsacyklopentadien, är en kemisk förening med formeln C4H5As. Ämnet är en cylisk arsenikorganisk förening och klassificeras som en metallol. Strukturen är isoelektrisk med pyrrol förutom att en arsenikatom är utbytt mot kväveatomen. Arsol är endast svagt aromatisk, och är ungefär hälften så aromatisk som pyrrol. Arsol existerar men återfinns sällan i ren form. Flera substituerade analoger kallade arsoler finns även.
När arsol sitter ihop med en bensenring kallas molekylen arsindol eller bensarsol.

## Nomenklatur
Namngivning av cykliska arsenikorganiska föreningar såsom arsol baseras på en utvidgning av Hantzsch–Widman-nomenklatursystemet godkänt av IUPAC.
| Ringstorlek | Omättad ring | Mättad ring |
| ----------- | ------------ | ----------- |
| 3           | Arsirin      | Arsiran     |
| 4           | Arset        | Arsetan     |
| 5           | Arsol        | Arsolan     |
| 6           | Arsinin      | Arsinan     |
| 7           | Arsepin      | Arsepan     |
| 8           | Arsocin      | Arsocan     |
| 9           | Arsonin      | Arsonan     |
| 10          | Arsecin      | Arsecan     |